# 개별언어학
개별언어학(個別言語學)은 개별 언어에 대하여 연구하는 학문으로, 다시 말해 한국어학, 영어학, 프랑스어학 등의 총칭 내지 통칭 명칭이다. 개별언어학이라는 이름을 가진다고 해서 독립된 학문의 시스템이 존재하는 것은 아니다.

## 개설
인간의 언어 현상 일반을 보편적인 입장에서 연구하는 것이 언어학인 것과 달리, 개별언어학은 개개의 개별언어를 연구대상으로 하는 학(Wissenschaft)이다. 

## 같이 보기
- 언어
- 언어학
- 비교언어학